# Caecum tortile
Caecum tortile är en snäckart som beskrevs av Dall 1892. Caecum tortile ingår i släktet Caecum och familjen Caecidae. Inga underarter finns listade i Catalogue of Life.